# Diskusseuche
Die Diskusseuche ist ein Krankheitsbild, das bei Diskusfischen auftritt. Es handelt sich um die Zusammenfassung einer hoch infektiösen Symptomatik, die aber noch nicht als bestimmte Krankheit definiert werden konnte.

## Beschreibung
Bei den betroffenen Diskusfischen ist zunächst eine Dunkelfärbung und im weiteren Krankheitsverlauf die Ablösung der Schleimhaut zu erkennen.
Die Tiere sondern sich von der Gruppe ab und haben Schwierigkeiten, ihre Schwimmlage zu halten. Im Endstadium liegen die Diskusfische flach auf dem Boden des Aquariums und verenden.
Die Ursache der Diskusseuche ist nicht geklärt, ein Forschungsprojekt der Universität Düsseldorf wurde ergebnislos abgebrochen.
Da die Infektion ausnahmslos durch neu erworbene Diskusfische übertragen wird, ist eine Quarantäne neu erworbener Diskusfische angeraten. Sind die neuen Diskusfische während der ersten Quarantänetage unauffällig, ist ein Fisch aus dem Altbestand hinzuzusetzen. Treten dann nach 2 Tagen weiterhin keine Auffälligkeiten auf, kann man davon ausgehen, dass es zu keinem Krankheitsausbruch kommt.

## Behandlung
Eine Behandlung der Diskusseuche ist nur im frühen Stadium – ein bis zwei Tage, nachdem die auffälligen Symptome beobachtet wurden – mit entsprechenden Antibiotika erfolgversprechend.